# Porta Nolana
La Porta Nolana es una antigua puerta de la ciudad situada en la Piazza Nolana de Nápoles, Italia y encerrada entre dos torres de piperno llamadas Torre della Fede (o Cara Fè) la del sur y Torre della Speranza la del norte.

## Historia

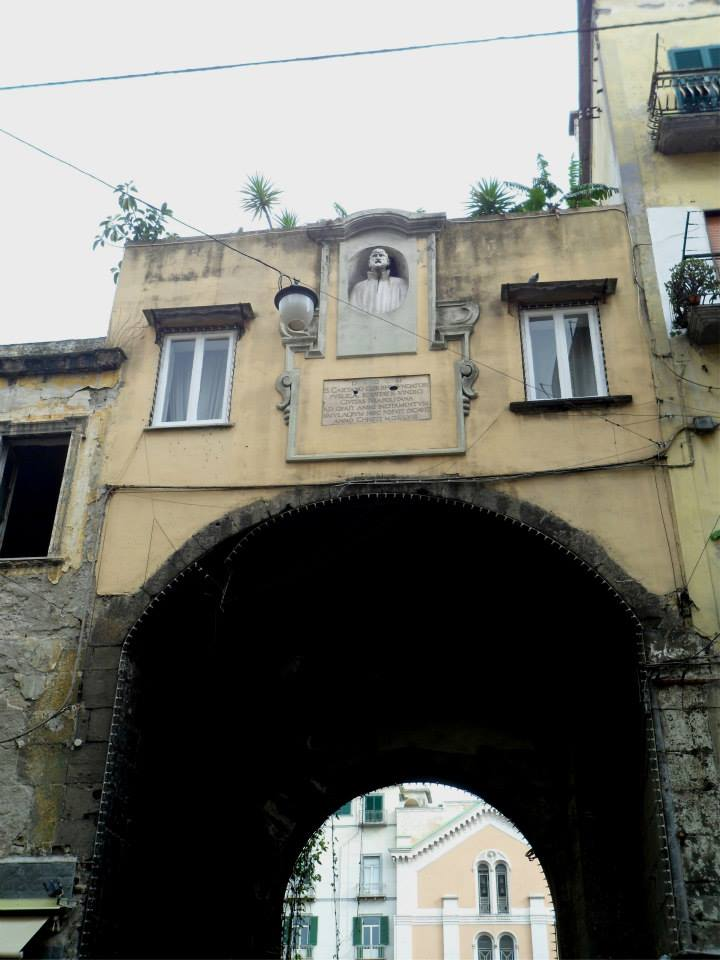
La puerta vista desde el lado trasero: a lo alto hay un busto que representa a San Gaetano.

La puerta fue construida en el siglo XV por Giuliano da Maiano para sustituir la de Forcella (también llamada del Cannavaro), edificada anteriormente en las cercanías de la Basilica dell'Annunziata.
Se llamó Porta Nolana porque de ella salía una carretera que conducía hacia la antigua aldea de la actual Nola.

## Arquitectura
La obra fue realizada en estilo renacentista y tiene un arco de medio punto de mármol encajado entre las dos torres de piperno.
En el portal hay un bajorrelieve también de mármol que representa al rey aragonés Fernando I a caballo con armadura, mientras que la parte superior del recuadro ha perdido el escudo que, como en la Porta del Carmine, tenía la siguiente inscripción: "Ferdinandus Rex / Nobilissimae Patriae".
Encima de la pieza de mármol, que reviste el arco, están colocados tres escudos que representan entre otros las armas aragonesas, los emblemas de Francia y de la casa de Anjou, las flores y la ciudad de Jerusalén y escudos samnitas.
La puerta alojó un fresco de Mattia Preti, que no se conserva y que, según lo que informa De Dominici en su Le vite de' pittori, scultori e architetti napoletani de 1742, representaba una Madonna col Bambino y algunos santos que intercedían por la población afectada por la peste.
En la fachada hacia la Vía Nolana hay un busto del siglo XVIII que representa a San Gaetano.